# Tomaška vas
Tomaška vas – wieś w Słowenii, w gminie miejskiej Slovenj Gradec. W 2018 roku liczyła 133 mieszkańców. 